# Matthew Ikuvalu

a Compétitions nationales et continentales officielles uniquement.

Matthew Ikuvalu, né le 9 novembre 1993 à Sydney (Australie), est un joueur de rugby à XIII australien  évoluant au poste d'ailier ou de centre dans les années 2010 et 2020.
Il pratique le rugby à XIII dès son plus jeune âge et écume de nombreux clubs tels Gosford Kariong Storm, Erina Eagles et Manly-Warringah Sea Eagles où il s'y forme. Joueur clé dans l’antichanbre de la National Rugby League avec les Wyong Roos en New South Wales Cup, il intègre à partir de 2018 l'équipe des Sydney Roosters durant quatre années prenant part aux titres de National Rugby League en 2018 et 2019 ainsi qu'au Wolrd Club Challenge 2019. Ne parvenant pas à s'imposer comme titulaire, il suit son entraîneur-adjoint Craig Fitzgibbon aux Cronulla-Sutherland Sharks en 2022 sans parvenir non plus à s'imposer comme titulaire. Il décide en 2023 de signer pour le club français des Dragons Catalans pour disputer la Super League.

## Palmarès
- Collectif :
  - Finaliste de la Super League : 2023 (Dragons Catalans).

### Détails

#### En club
| Saison | Club                       | Compétition           | Matchs | Points | Essais | Buts | Drop |
| ------ | -------------------------- | --------------------- | ------ | ------ | ------ | ---- | ---- |
| 2018   | Sydney Roosters            | National Rugby League | 3      | 24     | 1      | -    | -    |
| 2019   | Sydney Roosters            | National Rugby League | 10     | 12     | 3      | -    | -    |
| 2020   | Sydney Roosters            | National Rugby League | 10     | 28     | 7      | -    | -    |
| 2021   | Sydney Roosters            | National Rugby League | 15     | 56     | 14     | -    | -    |
| 2022   | Cronulla-Sutherland Sharks | National Rugby League | 5      | 16     | 4      | -    | -    |
| 2023   | Dragons Catalans           | Super League          | 2      | 38     | 2      | -    | -    |